# The Spirit Never Dies
The Spirit Never Dies – dziesiąty studyjny album austriackiego wokalisty Falco, wydany 4 grudnia 2009 roku nakładem Warner Music Group Germany.
Album zawiera łącznie 12 piosenek; 8 nigdy niepublikowanych utworów (które miały zostać umieszczone na albumie „Wiener Blut” w roku 1988, lecz się na nim nie znalazły) oraz trylogię „Jeanny” wraz z częścią finałową – „The Spirit Never Dies (Jeanny Final)”.

## Lista utworów
1. „Return to Forever” – 2:08
2. „Nuevo Africano” – 4:56
3. „Jeanny, Part 1” – 5:54
4. „Coming Home (Jeanny Part 2, Ein Jahr danach)” – 5:31
5. „The Spirit Never Dies (Jeanny Final)” – 4:57
6. „Qué Pasa Hombre” – 4:41
7. „Poison” – 4:57
8. „Sweet Symphony” – 4:24
9. „Kissing in the Kremlin” – 3:53
10. „Dada Love” – 4:27
11. „The Spirit Never Dies (Jeanny Final) The Special Mix” – 5:00
12. „Forever” – 2:18